# Rolf van Eijk
Rolf van Eijk (28 december 1983) is een Nederlands filmregisseur en scenarioschrijver.

## Privéleven
Rolf van Eijk is op 28 december 1983 geboren in Nederland. Hij studeerde Audiovisuele Media aan de Hogeschool voor de Kunsten in Utrecht.

## Carrière
In 2007 werd de afstudeerfilm van Rolf van Eijk, Hemel boven Holland, geselecteerd voor het International Film Festival Rotterdam. In 2018 regisseerde hij zijn eerste bioscoopfilm, genaamd My Foolish Heart. Hij schrijft en regisseert tevens reclamespots.

## Nominaties en prijzen

### Nominaties
| Jaar | Categorie                                           | Genomineerd werk | Prijs                                                     |
| ---- | --------------------------------------------------- | ---------------- | --------------------------------------------------------- |
| 2013 | Best Short Fiction Film - International Competition | Code A1          | Golden Horseman op het Dresden Film Festival              |
| 2014 | Best Children's Film                                | T.I.M.           | Just Film Award op het Tallinn Black Nights Film Festival |

### Prijzen
| Jaar | Categorie             | Genomineerd werk    | Prijs                                                                                |
| ---- | --------------------- | ------------------- | ------------------------------------------------------------------------------------ |
| 2008 | Fictie                | Hemel boven Holland | Zilveren Mikeldi op het Bilbao International Festival of Documentary and Short Films |
| 2011 | Beste televisiedrama  | Vast                | Gouden Kalf op het Nederlands Film Festival                                          |
| 2015 | Best Feature Director | T.I.M.              | Cthulhie op het Other Worlds Austin SciFi Film Festival                              |